# Улрих (граф на Вюртемберг)
Улрих фон Вюртемберг (на немски: Ulrich von Wurttemberg; * сл. май 1285; † 1 ноември 1315) е граф на Вюртемберг.
Той е най-големият син на граф Еберхард I фон Вюртемберг (1265 – 1325) и първата му съпруга. Внук е на граф Улрих I фон Вюртемберг (1226 – 1265) и втората му съпруга принцеса Агнес от Силезия-Лужица (1242 – 1265) от род Пясти.
Брат е на Агнес (1293 – 1349), омъжена пр. 9 ноември 1317 г. за граф Хайнрих III фон Верденберг-Албек († 1332/1334). По-голям полубрат е на граф Улрих III фон Вюртемберг (1298 – 1344), Агнес (* 1295, † 1317), омъжена пр. 3 март 1313 г. за граф Лудвиг VI фон Йотинген († 1346), Аделхайд Мехтхилд († 1342), омъжена пр. 21 декември 1306 г. за граф Крафт II фон Хоенлое († 1344), Албрехт, монах в Бондорф (1317), Аделхайд († 1333), омъжена ок. 1317 граф Конрад I фон Шаунберг († 1353), и на извънбрачния Улрих фон Хьофинген, клерик.
Улрих умира на 1 ноември 1315 г. и е погребан в Щутгарт.

## Фамилия
Улрих фон Вюртемберг се сгодява 1291 г. и се жени на 18 декември 1291 г. в Ротенбург, Тюбинген за роднината си 4. град Ирмгард (Мехтилд) фон Хоенберг († 26 април 1315), дъщеря на граф Албрехт II фон Хоенберг-Ротенбург (1235 – 1298) и втората му съпруга графиня Маргарета фон Фюрстенберг († 1296). Те имат две деца:

- Улрих фон Вюртемберг († сл. 15 декември 1321)
- Агнес фон Вюртемберг († 1373), омъжена I. 1318 г. за граф Улрих IV фон Хелфенщайн († декември 1326), II. пр. 20 октомври 1330 г. за Конрад II (III) фон Шлюселбург († 14 септември 1347), син на Конрад II фон Шлюселберг († 1347)